# Улан Батор
Улан Батор (мон. Улаанбаатар) је главни град Монголије. Налази се на надморској висини од 1350 m, на реци Тул. Према процени из 2013. године, град је имао преко 1,3 милиона становника. Он је најхладнија престоница на свету у побледу просечне годишње температуре. Град је основан 1639. године као номадски будистички монашки центар, мењајући локацију 28 пута, а трајно је насељен на својој модерној локацији 1778. године.
Током својих раних година, као Örgöö (англизовано као Урга), постао је истакнути религиозни центар Монголије и седиште Јебцундамба Кутуктуа, духовног поглавара лозе Гелуг тибетанског будизма у Монголији. Након регулисања Ћинг-руске трговине Уговором из Кјахте 1727. године, отворио се каравански пут између Пекинга и Кјахте, дуж којег је град на крају насељен. Са сломом династије Ћинг 1911. године, град је био жариште напора за независност, што је довело до проглашења Богд каната 1911. предвођеног 8. Јебцундамба Кутуктуом, или Богд каном, и поново током комунистичке револуције 1921. године. Проглашењем Монголске Народне Републике 1924. године, град је званично преименован у Улан Батор и проглашен главним градом земље. Модерно урбанистичко планирање почело је током 1950-их, при чему је већина старих округа замењена становима у совјетском стилу. Улан Батор је 1990. године био место великих демонстрација које су довеле до транзиције Монголије ка демократији и тржишној економији. Од 1990. године, прилив миграната из остатка земље довео је до експлозивног раста њеног становништва, од којих велики део живи у герским окрузима, што је довело до штетног загађења ваздуха зими.
Улан Батор, којим се управља као независном општином, окружен је провинцијом Тов, чији главни град Зунмод лежи 43 km (27 mi) јужно од града. Са популацијом од нешто више од 1,6 милиона према подацима из децембра 2022. године, град садржи скоро половину укупног становништва земље. Као главни град земље, он служи као њено културно, индустријско и финансијско срце и центар њене транспортне мреже.

## Име града
У периоду 1639–1706, град је био познат под именом Урга (мон: Өргөө, стан), а од 1706–1911. као Их Хуре (мон:  = велики, Хүрээ = логор). По стицању независности 1911, име града је промењено у Нијслел Хуре (мон:  = главни, Хүрээ = логор).
Када је Монголија 1924. проглашена за народну републику, њена престоница је добила садашње име, у значењу „црвени херој“. То се име односи на националног јунака Дамдина Сухбатора који је уз помоћ Црвене армије ослободио Монголију од Кинеза. Његова статуа се налази на главном градском тргу.

## Географија
Улан Батор се налази на око 1.500 m надморске висине, источније од центра Монголије на реци Тули, притоци Селенге, у подножју планине Богд Кан. Богд Кан је широка, пошумљена планина која се уздиже до 2.250 m изнад Улан Батора. Она представља границу између степске зоне на југу и шумске области на северу. Она је такође један од најстаријих резервата, заштићена законом још у 18. веку. Шуме које окружују град састоје се од зимзелених борова, листопадних четинара и брезе, док се шума око речне долине састоји од широколисне, листопадне тополе, врбе и бреста. Поређења ради, Улан Батор се налази на истој географској ширини као и Беч, Минхен и Орлеан. Лежи на приближно истој дужини као Чунгкинг, Ханој и Џакарта.

### Клима
Захваљујући својој великој надморској висини, релативно велике географске ширине, удаљености од више стотина километара од обале, као и ефеката сибирског антициклона, Улан Батор представља најхладнију престоницу на свету, са утицајима монсуна, хладне полу-сушне климе која се граничи са субполарном и влажном континенталном климом.
Град има кратка и топла лета, а дуге, хладне и суве зиме. Најхладније јануарске температуре, обично пре изласка сунца, су између -36 и -40 °C, без ветра, због температурне инверзије. Већина годишње количине падавина од 267 mm падне од јуна до септембра. Највећа забележена количина падавина икад забележена је 659 mm у астрономској опсерваторији на планини Богд Кан. Улан Батор има просечну годишњу температуру од -0,4 °C.

Град лежи у зони вечитог леда, што значи да је грађење тешко на заклоњеним местима због тога што се тамо лед не топи у потпуности, али је лакше на чистијим местима где се лед отопи за време лета. Приградски становници живе у традиционалним јуртама. Екстремне температуре иду од −49 °C до 38,6 °C.
| Клима Улан Баторa               | Клима Улан Баторa | Клима Улан Баторa | Клима Улан Баторa | Клима Улан Баторa | Клима Улан Баторa | Клима Улан Баторa | Клима Улан Баторa | Клима Улан Баторa | Клима Улан Баторa | Клима Улан Баторa | Клима Улан Баторa | Клима Улан Баторa | Клима Улан Баторa |
| Показатељ \ Месец               | .Јан.             | .Феб.             | .Мар.             | .Апр.             | .Мај.             | .Јун.             | .Јул.             | .Авг.             | .Сеп.             | .Окт.             | .Нов.             | .Дец.             | .Год.             |
| ------------------------------- | ----------------- | ----------------- | ----------------- | ----------------- | ----------------- | ----------------- | ----------------- | ----------------- | ----------------- | ----------------- | ----------------- | ----------------- | ----------------- |
| Апсолутни максимум, °C (°F)     | −2,6 (27,3)       | 11,3 (52,3)       | 17,8 (64)         | 28,0 (82,4)       | 33,5 (92,3)       | 38,3 (100,9)      | 39,0 (102,2)      | 34,9 (94,8)       | 31,5 (88,7)       | 22,5 (72,5)       | 13,0 (55,4)       | 6,1 (43)          | 39,0 (102,2)      |
| Максимум, °C (°F)               | −15,6 (3,9)       | −9,6 (14,7)       | −0,7 (30,7)       | 9,7 (49,5)        | 17,8 (64)         | 22,5 (72,5)       | 24,5 (76,1)       | 22,3 (72,1)       | 16,7 (62,1)       | 7,6 (45,7)        | −5,0 (23)         | −13,5 (7,7)       | 6,4 (43,5)        |
| Просек, °C (°F)                 | −21,6 (−6,9)      | −16,6 (2,1)       | −7,4 (18,7)       | 2,0 (35,6)        | 10,1 (50,2)       | 15,7 (60,3)       | 18,2 (64,8)       | 16,0 (60,8)       | 9,6 (49,3)        | 0,5 (32,9)        | −11,9 (10,6)      | −19,0 (−2,2)      | −0,4 (31,3)       |
| Минимум, °C (°F)                | −25,9 (−14,6)     | −22,2 (−8)        | −13,6 (7,5)       | −4,3 (24,3)       | 3,3 (37,9)        | 9,6 (49,3)        | 12,9 (55,2)       | 10,6 (51,1)       | 3,6 (38,5)        | −4,8 (23,4)       | −15,7 (3,7)       | −22,9 (−9,2)      | −5,8 (21,6)       |
| Апсолутни минимум, °C (°F)      | −42,2 (−44)       | −42,2 (−44)       | −38,9 (−38)       | −26,1 (−15)       | −16,1 (3)         | −3,9 (25)         | −0,2 (31,6)       | −2,2 (28)         | −13,4 (7,9)       | −22,0 (−7,6)      | −37,0 (−34,6)     | −37,8 (−36)       | −42,2 (−44)       |
| Количина падавина, mm (in)      | 2 (0,08)          | 3 (0,12)          | 4 (0,16)          | 10 (0,39)         | 21 (0,83)         | 46 (1,81)         | 64 (2,52)         | 70 (2,76)         | 27 (1,06)         | 10 (0,39)         | 6 (0,24)          | 4 (0,16)          | 267 (10,51)       |
| Дани са кишом                   | 0,1               | 0,03              | 0,2               | 2                 | 7                 | 13                | 16                | 14                | 8                 | 2                 | 0,2               | 0,2               | 63                |
| Дани са снегом                  | 8                 | 7                 | 7                 | 7                 | 3                 | 0,3               | 0,2               | 0,4               | 2                 | 6                 | 8                 | 10                | 59                |
| Релативна влажност, %           | 78                | 73                | 61                | 48                | 46                | 54                | 60                | 63                | 59                | 60                | 71                | 78                | 62                |
| Сунчани сати — месечни просек   | 179,1             | 204,8             | 265,2             | 262,5             | 299,3             | 269,0             | 249,3             | 258,3             | 245,7             | 227,5             | 177,4             | 156,4             | 2.794,5           |
| Извор #1: Pogoda.ru.net         |                   |                   |                   |                   |                   |                   |                   |                   |                   |                   |                   |                   |                   |
| Извор #2: NOAA (sun, 1961–1990) |                   |                   |                   |                   |                   |                   |                   |                   |                   |                   |                   |                   |                   |

## Становништво
| 1950.  | 1960.   | 1970.   | 1979.   | 1989.   | 2000.   | 2010.     | 2020.     |
| ------ | ------- | ------- | ------- | ------- | ------- | --------- | --------- |
| 69.951 | 179.063 | 297.615 | 396.300 | 540.300 | 760.077 | 1.159.899 | 1.395.773 |

## Знаменитости
Редовни туристички водичи обично препоручују манастир Гандан, социјалистички спомен-комплекс у Зајсану са прелепим погледом на град, Зимски дворац на планини Богд Кан, трг Сукбатар и оближњи манастир Чојин Лама. Осим тога, у Улан Батору постоји велики број музеја, а најпознатији су Национални историјски музеј и Природњачки музеј. Популарне дестинације за једнодневне излете су национални парк Терељ, рушевине манастира Манзушир на јужним падинама планине Богд Кан и велика коњаничка статуа Џингис Кана подигнута 2006. године.
309 m висока кула Морин Кур планирано је да се изгради поред централног стадиона. Предвиђено је да се изградња заврши до 2018. године. Други будући небодери су 34-спратни Шангри-Ла 2 луксузни хотел (изградња би требало да траје до краја 2015. године)
 и 41-спратна кула Мак коју гради јужнокорејска фирма.
- Рушевине храма из 1749. године у комплексу манастира Мањушри
- Зграда манастира Дамбадарџалин (1765) у округу Сукбатар
- Богато украшени стубови испред преосталог Дари Ек храма (1778), данас Долма Линг самостана
- Храм Дашкојлинг манастира (1778).
- Једини преостали дрвени стуб Гунгачојлин храма (1809), преживео паљење и сечење 1938. године
- Чогчин Дуган храм (1838).
- Ваџрадара храм (1841) у центру. Зуу храм (1869) са леве стране повезан пролазом изграђеним 1945-1946.
- Храм Ердем из 1893.
- Ногун Лавиран храм, такође из 1893.
- Зимска палата на планини Богд Кан, изграђена 1903. године од стране цара Николаја II Александровича[17]
- Занабазарски музеј лепих уметности изграђен 1905. године[18]
- Историјски музеј Улан Батора, изграђен 1904. године
- Бочна капија и Храм мира у оквиру комплекса храма Чојџин Лама, изграђен 1904-1908.
- Улаз у храм Чојџин Лама
- Пролаз храма
- Храм из 1919-1920.
- Резиденција принца Чин Ванг Кандорџа (министра спољних послова) изграђена 1913. године
- Најстарији и највећи шопинг центар у граду
- Централни пословни округ
- Бициклистичка стаза у националном парку, где је могуће изнајмити бицикле

## Партнерски градови
Улан Батор је побратимљен са:
- Гоулд Коуст
- Ханој
- Делхи
- Аомори
- Сапоро
- Токио
- Намијанџу
- Сеул
- Хохот[21]
- Хајкоу[22]
- Јинчуан[23]
- Иркутск[24]
- Краснојарск[25]
- Москва
- Санкт Петербург
- Улан Уде
- Денвер[26]
- Сан Франциско
- Тајпеј
- Бангкок
- Анкара[27]
- Газијантеп[28]
- Лидс
- Мост
- Коломбо
- Бон[29]
- Марду[30]
- Стрелча[31]
- Тајпеј[32]